# Florence Abrahamson
Florence Olga Abrahamson (født 3. juni 1877 i London, død 30. april 1965 i København), var en svensk-dansk kunstner. Hun boede i Danmark.
Hun var datter af købmanden Arnold Abrahamson og Flora Abrahamson og søster til Bertha Abrahamson og Charlotte Mannheimer.
Abrahamson studerede kunst i Danmark hos Julius Paulsen, Luplau Janssen og Ingeborg Rode, og ved århundredskiftet foretog hun en studietur til Holland og Norditalien og i 1902 en studietur til USA. Hun deltog i flere udstillinger i Danmark, herunder hendes debutudstilling 1903 på Kunstnernes Efterårsudstilling og Danske jødiske Kunstnere, København 1908 og Kvindelige Kunstneres Samfund 1920 og 1930. I Sverige deltog hun i udstillinger på Liljevalchs konsthall i Stockholm og i Göteborg.
Hendes kunst består af interiører, figurer, landskaber og portrætter. I slutningen af 1930'erne led hun af synsproblemer og blev tvunget til at opgive sit maleri. Da tyske soldater marcherede ind i Danmark under Anden Verdenskrig, blev hun og hendes søster Bertha tvunget til at flygte til Sverige, da deportationen af jøder begyndte i 1943.
Abrahamson er repræsenteret på Göteborgs kunstmuseum.